# Paul Lindsay
Pour les articles homonymes, voir Lindsay.
Paul Lindsay, né le 25 juillet 1943 et mort le 1er septembre 2011 à Boston dans le Massachusetts, est un écrivain américain, auteur de roman policier. Il signe certains romans du pseudonyme Noah Boyd.

## Biographie
Après des études au MacMurray College (en), il sert pendant la guerre du Viêt Nam comme officier d'infanterie dans le corps des Marines. Puis, il travaille pour le FBI à Détroit pendant 20 ans.
En 1992, il publie son premier roman Témoin de la vérité (Witness to the Truth), premier volume d'une série consacrée au FBI.
Il meurt d'une pneumonie en septembre 2011 et est inhumé au cimetière national d'Arlington en Virginie.

## Œuvre

### Romans

#### Romans signés Paul Lindsay

##### SérieFBI
- Witness to the Truth (1992)
  - Témoin de la vérité, Série noire no 2538 (1999)
- Code Name--Gentkill (1995)
- Freedom to Kill (1997)
  - Liberté de tuer, Éditions du Rocher (1998), réédition Le Livre de poche no 17154 (2000)
- Traps (2002)
- The Big Scam (2005)

##### Autre roman
- The Fuhrer's Reserve (2000)

#### Romans signés Noah Boyd

##### SérieSteve Vail
- The Bricklayer (2010)
- Agent X (2011)      (autre titre Last Chance to Die)